# Alameda de la Sagra
Alameda de la Sagra ist ein Ort und eine zentralspanische Gemeinde (municipio) mit 4.239 Einwohnern (Stand: 2024) in der Provinz Toledo im Norden der Autonomen Gemeinschaft Kastilien-La Mancha. 

## Lage und Klima
Alameda de la Sagra liegt etwa 39 km (Fahrtstrecke) südsüdwestlich von Madrid und etwa 25 km nordöstlich von Toledo in der historischen Provinz La Mancha in einer Höhe von ca. 630 m. 
Das Klima im Winter ist rau, im Sommer dagegen trocken und warm; der spärliche Regen (ca. 451 mm/Jahr) fällt überwiegend in den Wintermonaten.

## Bevölkerungsentwicklung
| Jahr      | 1970 | 1981 | 1991 | 2001 | 2011 | 2021 |
| Einwohner | 2274 | 2611 | 2737 | 2841 | 3487 | 3757 |

Trotz der zunehmenden Mechanisierung der Landwirtschaft und der Aufgabe bäuerlicher Kleinbetriebe ist die Bevölkerung – hauptsächlich durch Zuwanderung – seit den 2000er Jahren deutlich angestiegen.

## Sehenswürdigkeiten
- Kirche Mariä Himmelfahrt (Iglesia de Nuestra Señora de la Asunción), 1490 erbaut

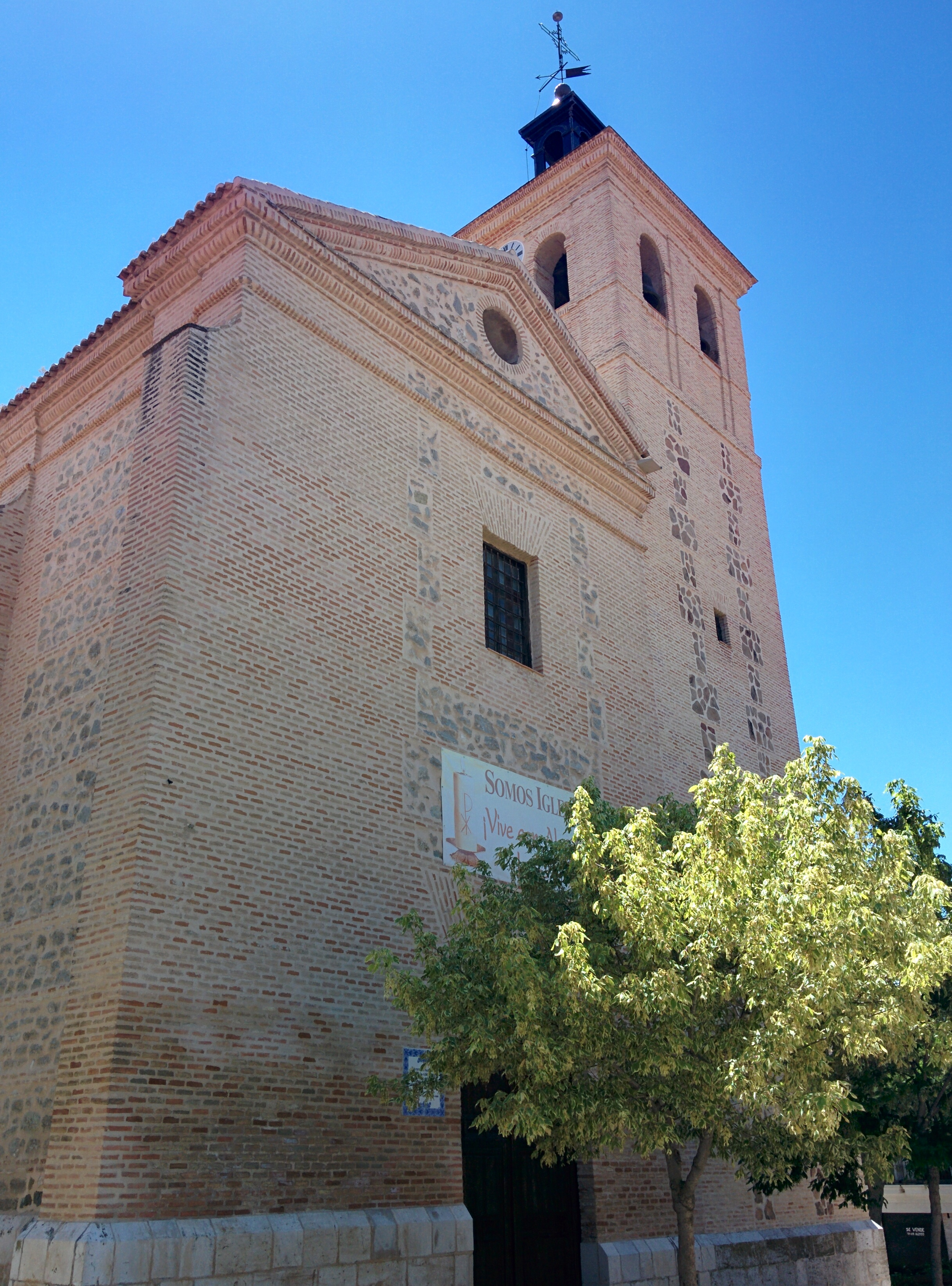
Kirche Mariä Himmelfahrt